# Orthotrichum elegantulum
Orthotrichum elegantulum là một loài Rêu trong họ Orthotrichaceae. Loài này được Schimp. ex Mitt. mô tả khoa học đầu tiên năm 1869.